# Сциены
Сциены или горбыли, или лорны (лат. Sciaena) — род лучепёрых рыб из семейства горбылёвых (Sciaenidae).

## Внешний вид и строение
Туловище не слишком длинное, в передней части спины есть горб (поэтому семейство, к которому принадлежит род, получило русское название «горбыли»). Имеют полунижний рот на закруглённом тупом рыле. На нижней челюсти и на конце верхней по 5 пор.

## Питание
Питаются бентосом и мелкими рыбами.

## Виды
В состав рода включают следующие виды:
- Sciaena umbra Linnaeus, 1758 — чёрный горбыль
- Sciaena callaensis Hildebrand, 1946
- Sciaena deliciosa Tschudi, 1846 — горбыль-лорна
- Sciaena wieneri Sauvage, 1883